# Макавац
Макавац (в верховье Чафар) — река в России, протекает в Республике Дагестан.

## Географическое положение
Берет начало из родников на восточном склоне безымянной высоты 2219,5, устье реки находится в 6,4 км по правому берегу реки Арач. Длина составляет 33 км.

## Притоки
Основные притоки: Цекюнвац (л), Кундвац (л), Гумарвац (л), Шанкам (л).

## Данные водного реестра
По данным государственного водного реестра России относится к Западно-Каспийскому бассейновому округу, водохозяйственный участок реки — Самур, речной подбассейн реки — подбассейн отсутствует. Речной бассейн реки — Терек.
По данным геоинформационной системы водохозяйственного районирования территории РФ, подготовленной Федеральным агентством водных ресурсов:
- Код водного объекта в государственном водном реестре — 07030000412109300002828
- Код по гидрологической изученности (ГИ) — 109300282
- Код бассейна — 07.03.00.004
- Номер тома по ГИ — 09
- Выпуск по ГИ — 3